# Agromyza uralensis
Agromyza uralensis är en tvåvingeart som beskrevs av Zlobin 2000. Agromyza uralensis ingår i släktet Agromyza och familjen minerarflugor. Inga underarter finns listade i Catalogue of Life.